# Espen Andersen (1961)
Pour les articles homonymes, voir Espen Andersen et Andersen.
Espen Andersen, né le 12 juillet 1961 à Oslo, est un ancien spécialiste norvégien du combiné nordique. Il est le frère de Geir Andersen.

## Palmarès

### Jeux olympiques
- Sarajevo 1984 : 19e en individuel

### Championnats du monde
- Championnats du monde de 1982 à Oslo (Norvège) :
  -  Médaille de bronze par équipe
- Championnats du monde de 1985 à Seefeld, (Autriche) :
  -  Médaille d'argent par équipe

### Coupe du monde
- Meilleur classement général : 9e en 1986
- 2 podiums individuels : 1 victoire et 1 deuxième place.

#### Détail de la victoire
- saison 1983-1984
  - Individuel à Oslo